# Kandava
Kandava (en Live Kāndav) est une ville de la région de la Courlande (Kurzeme en langue lettone), région la plus à l'ouest du pays. En 2011, on comptait 4 225 habitants pour une superficie de 5,8 km2. Le pharmacien et botaniste germano-balte Theophil Bienert y est né le 3 mai 1833.

## Jumelages
Kandava est jumelée avec 27 autres communes d'Europe, une par pays de l'Union européenne, :
- Hepstedt (Allemagne)
- Lassee (Autriche)
- Bièvre (Belgique)
- Slivo pole (Bulgarie)
- Léfkara (Chypre)
- Tisno (Croatie)
- Næstved (Danemark)
- Bienvenida (Espagne)
- Põlva (Estonie)
- Kannus (Finlande)
- Cissé (France)
- Kolindros (Grèce)
- Nagycenk (Hongrie)
- Cashel (Irlande)
- Bucine (Italie)
- Žagarė (Lituanie)
- Troisvierges (Luxembourg)
- Nadur (Malte)
- Esch (Pays-Bas)
- Strzyżów (Pologne)
- Samuel (Portugal)
- Starý Poddvorov (Tchéquie)
- Ibănești (Roumanie)
- Desborough (Royaume-Uni)
- Medzev (Slovaquie)
- Moravče (Slovénie)
- Ockelbo (Suède)